# パーシー・ウィリアムズ
パーシー・ウィリアムズ（Percy Alfred Williams、1908年5月19日 - 1982年11月29日）は、カナダのブリティッシュコロンビア州バンクーバー出身の陸上競技選手で1928年アムステルダムオリンピック男子100m、200mの金メダリストである。

## 経歴
ウィリアムズは20歳のときに出場したアムステルダムオリンピックの国内選考会に出場し、優勝を果たすと周りの誰もが（もしかしたら彼自身が最も）その勝利に驚いた。さらに驚いた事に、彼はオリンピックの100mでも余裕で決勝に進出を果たす。
100m決勝で好スタートを切ったウィリアムズは序盤からリードを保ったまま、見事金メダルを獲得。さらに、200mでも100mと同様のパフォーマンスを披露し、短距離2冠を達成した。カナダに帰国したウィリアムズを大観衆が彼の勝利を祝福した。(なおカナダの200m金メダリストは2021年に開催される2020年東京オリンピックでアンドレ・ドグラスが優勝するまで現れなかった。)
彼の勝利はまぐれではないことは、1930年の大英帝国競技大会の100ヤード走で世界新記録を樹立したことから証明された。これに対しアメリカ人たちは無名のカナダ人に負けたことが楽しくなかった。ウィリアムズの勝利はまくれであることを確かめようとした。数多くの室内の競技会に彼を招待した。しかし、ウィリアムズは21レース中19勝し、その結果にアメリカ人たちは呆然とした。ウィリアムズが世界最高のスプリンターであることが証明されたのである。
その後ウィリアムズは、太腿の故障のため、再びベストの走りをすることができなかった。1932年ロサンゼルスオリンピックに出場するも準々決勝で敗退している。その後、彼は競技をやめ保険代理業に従事した。
1979年にカナダ勲章を受章。この頃から関節炎に苦しむようになり、1982年自ら命を絶ちこの世を去る。